# Zalman Shazar

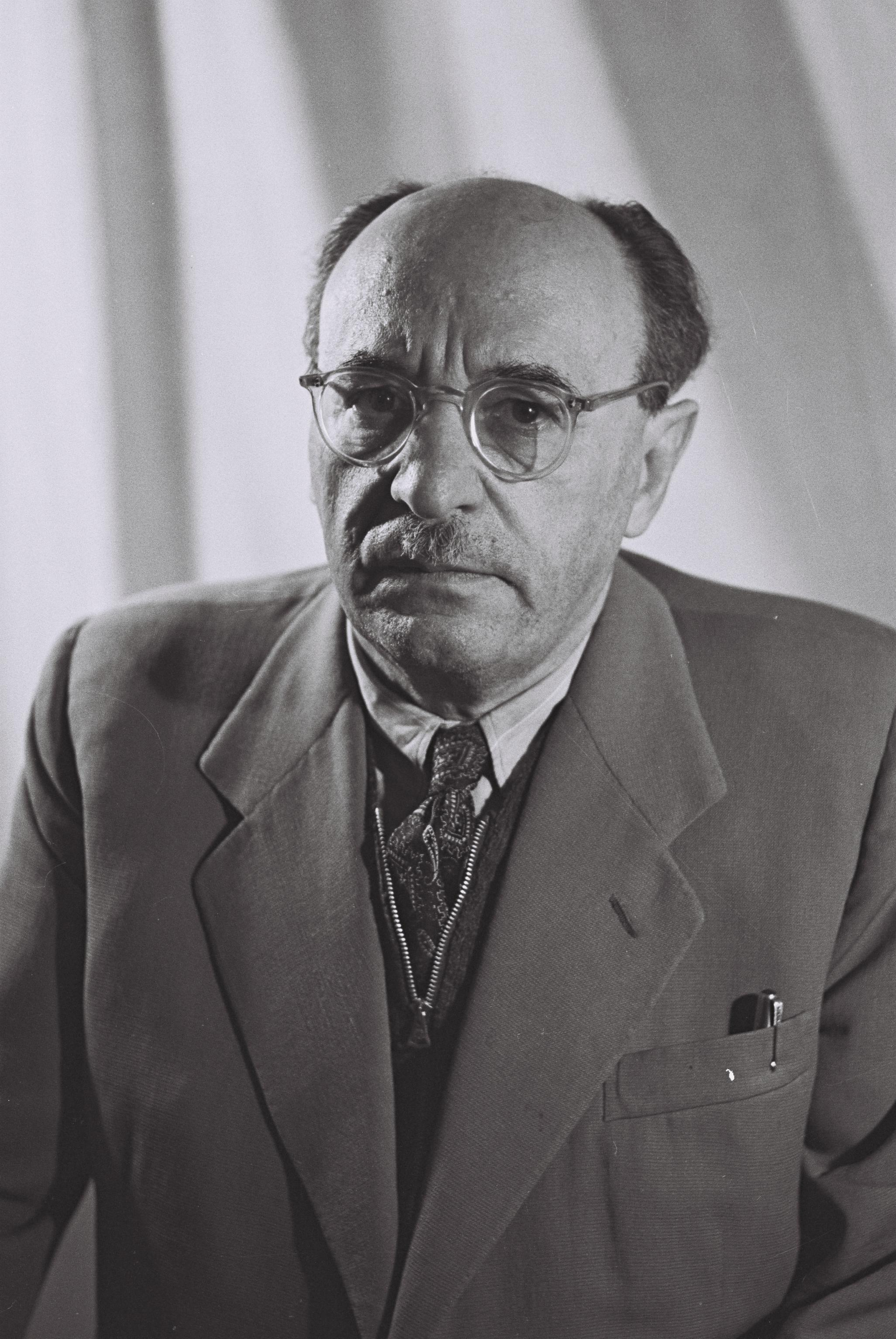
Zalman Shazar

Zalman Shazar (Hebreeuws: זלמן שז"ר), geboren als Schneiur Zalman Rubaschow (Mir, Wit-Rusland, 24 november 1889 – Jeruzalem, 5 oktober 1974) was een schrijver, dichter, leider bij de zionistische beweging, Israëlisch politicus en de derde president van Israël. Hoewel een telg van een rabbijnenfamilie, was hij van jongs af actief in socialistische, zionistische bewegingen.
Na zijn emigratie naar het toenmalig Britse mandaatgebied Palestina, bekleedde hij een leidinggevende functie bij de joods-Palestijnse vakbond 'Histadroet'. Na de dood van een andere prominente zionistische leider, Berl Catzanelson, volgde hij deze op als hoofdredacteur van het arbeidersdagblad Davar.
Na de oprichting van Israël, werd hij lid van de eerste Knesset en minister van onderwijs en cultuur. Nadat Itzhak Ben-Zvi als zittend president stierf in 1963, volgde Zalman Shazar hem op als staatshoofd en bleef twee termijnen president, tot 1973.
- Bibliothèque nationale de France: cb127671612 (data)
- CiNii: DA17427054
- Gemeinsame Normdatei: 119120275
- International Standard Name Identifier: 0000 0000 6650 9206
- Library of Congress Control Number: n83148285
- National Archives and Records Administration: 10567930
- Nationale Bibliotheek van Israël: 987007267936305171
- Nationale Bibliotheek van Polen: a0000003261434
- Nederlandse Thesaurus van Auteursnamen: 10712386X
- Réseau des bibliothèques de Suisse occidentale: 02-A011891276
- Istituto Centrale per il Catalogo Unico: DDSV270720
- LIBRIS: 137151
- SNAC: w6wh38xm
- Système universitaire de documentation: 091018579
- Virtual International Authority File: 5057562
- WorldCat: E39PBJtH6vM3vtwXYP7mFYmDbd

Chaim Weizmann (1949–1952) · 
Itzhak Ben-Zvi (1952–1963) · 
Zalman Shazar (1963–1973) · 
Ephraim Katzir (1973–1978) ·
Yitzhak Navon (1978–1983) · 
Chaim Herzog (1983–1993) · 

Ezer Weizman (1993–2000) · 
Moshe Katsav (2000–2007) · 
Shimon Peres (2007–2014) · 
Reuven Rivlin (2014–2021) · 
Yitzhak Herzog (2021-heden)